# هضبة نيكا

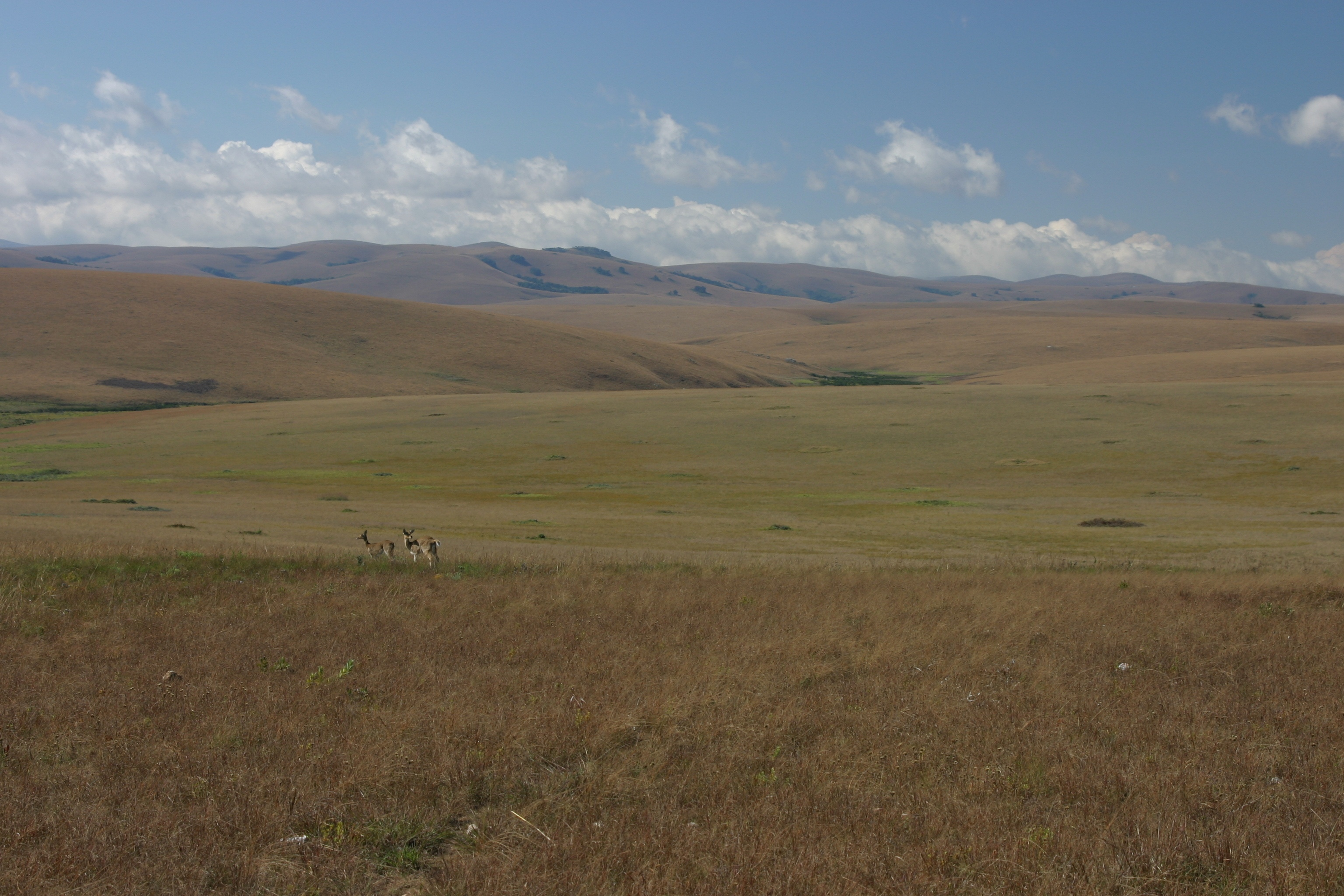
سهولٌ عشبية تُغطّي جانباً من هضبة نيكا.

تقعُ هضبة نيكا في شمال دولة مالاوي الأفريقية وفي جزءٍ صغيرٍ من شمال شرقي دولة زامبيا المُجاورة لها. يتراوحُ ارتفاع الهضبة ما بين 2,100 إلى 2,200 مترٍ في مُعظم أنحائها، ولكن يصلُ طول أعلى قمَّة فيها إلى 2605 أمتار. تتَّخذُ هضبة نيكا شكلاً مُعيَّناً تقريباً، حيث يبلغُ طولها (من الشمال إلى الجنوب) ما يُقارب تسعين كيلومتراً، فيما تمتدُّ من الشرق للغرب حوالي خمسين كيلومتراً. تطلُّ مُرتفعات الهضبة على مياه بحيرة ملاوي الهائلة في شرق أفريقيا، وكذلك على قُرى وبلداتٍ صغيرة منها ليفينغستونيا وتشيلومبا. يُشرف - من الزاوية الشمالية الغربية من الهضبة - جرفٌ واضحٌ ارتفاعه 700 مترٍ على وادي لوانغوا التابع لدولة زامبيا، وأما الجرف الجنوبي الشرقي للهضبة، والبالغ ارتفاعه ألف متر، فيرتفعُ فوق نهر روكورو الجنوبي بدولة مالاوي. تختلفُ المشاهد الطبيعية في هضبة نيكا عن أيّ جزءٍ آخر من دولة مالاوي بدرجةٍ شديدة، حيث تمتلئُ الهضبة بالتلال الوعرة التي تتدفَّقُ من خلالها جداول صغيرة جداً، وتسقي هذه الجداول بدورها مروجاً عشبيَّة تتناثرُ فيها بعضُ أشجار الصنوبر.

## الحياة البرية والاستيطان الإنساني
تُشتهر هضبة نيكا بحياتها البرية المُميَّزة. من أشهر أنواع الثدييات التي تعيشُ فيها حمار الزرد، وظبي الشجيرات، وظبي الريدبك، والظبي الأسمر، والعًلًنْد، ووثاب الصخور، والخنزير التؤلؤلي. وفي المُقابل تتواجد حيواناتٌ مُفترسة من أهمّها ابن آوى، والنمر، والضبع. كما تتواجدُ في الهضبة العديد من أنواع الطيور والفراشات والحرابي والضفادع والعلاجيم. تُعتبر كامل الهضبة محمية ضمنَ حديقة هضبة نيكا الوطنية في مالاوي ونظيرتها في زامبيا، والمُستوطنة البشرية الوحيدة المتواجدة فيها هي بلدة تشيليندا، التي تُعتبر مقرَّ مسؤولي الحديقة الوطنية.

## الحياة النباتية

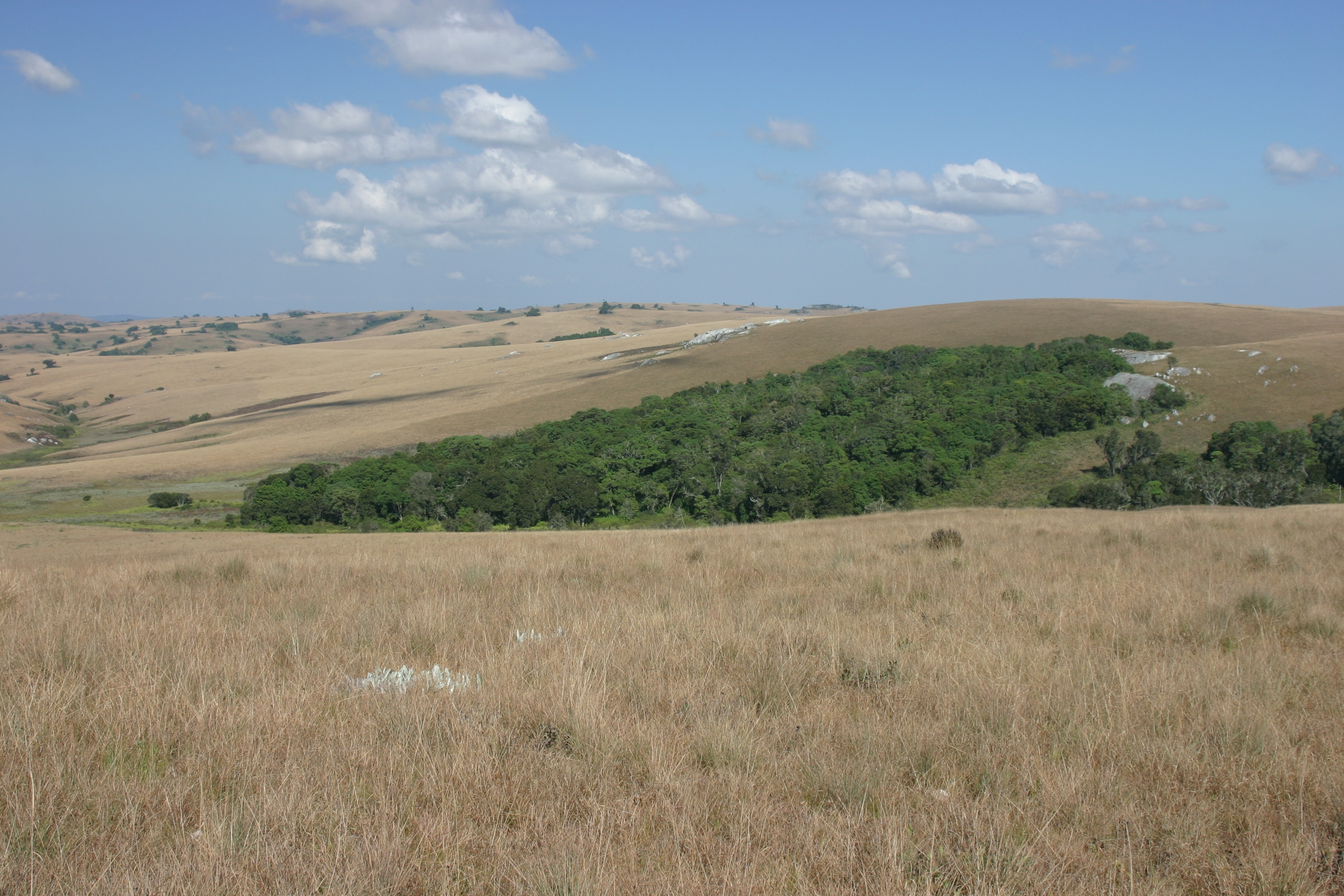
أيكة شجريَّة في هضبة نيكا.

اهتمَّت حُكومة دولة مالاوي بحماية جزءٍ كبير من هضبة نيكا، تبلغُ مساحته ما يوازي 3,000 كـم2 (1,200 ميل2)، من خلال تحويله إلى حديقة وطنيَّة. ولهذا السَّببِ تزدهرُ في الهضبة حياةٌ نباتيَّة فريدة، حيث تتواجدُ فيها العديد من النباتات المُتوطِّنة (أي لا تتواجدُ بأيّ مكانٍ آخر في العالم). من أهمّ الأنواع النباتية في نيكا الدلبوث، والعائق، واللوبيلية، والكنيفوفيا، كما يتواجدُ فيها ما يربو على 200 نوعٍ من الأوركيد أو السحلبية. وتنتشرُ على الهضبة أيكاتٌ مُنعزلة من الأشجار.